# L'Ophélia, roman d'un naufrage
Pour les articles homonymes, voir Ophélia.
L'Ophélia, roman d'un naufrage est un roman français publié au début du XXe siècle par Georges Athénas et Aimé Merlo sous le pseudonyme de Marius-Ary Leblond. Il a depuis été réédité à trois reprises, en 1922, en 1929 et en 2005. Il traite d'un naufrage sur une île à guano du canal du Mozambique.